# Meike Krebs
Meike Krebs (* 20. Dezember 1979 in Frankfurt am Main; verheiratete Meike Krebs-Gatzka) ist eine ehemalige deutsche Triathletin. 2006 gewann sie ihre Altersklasse beim Ironman Germany (Ironman European Championships).

## Werdegang
Meike Krebs wuchs in Fechenheim auf. Von 2000 bis 2007 studierte sie an der Universität Frankfurt Sportwissenschaften mit Psychologie als Nebenfach.
Von 1994 an war Meike Krebs als Läuferin aktiv und 2001 begann sie mit Triathlon. Bei ihrem ersten Start über die Langdistanz im Juli 2006 in Frankfurt gewann Meike Krebs ihre Altersklasse Frauen 25–29. Da sie gerade dabei war, ihr Studium abzuschließen, verzichtete sie auf die Möglichkeit einen Startplatz beim Ironman Hawaii zu erwerben.

### Profi-Triathletin seit 2007
Von 2007 bis 2014 startete sie als Profi-Triathletin im Triathlon sowohl auf der Kurz- als auch auf der Langdistanz für das Team Erdinger Alkoholfrei. Ihre Trainer waren Ralf Ebli sowie Christian Hildebrandt (Schwimmen) und ihr Spitzname ist „Mickey“.
Nachdem ihr lange Zeit eine Knieverletzung von einem Sturz aus 2012 zu schaffen machte, beendete sie im September 2014 ihre Profi-Karriere.
Meike Krebs-Gatzka ist als Markenbotschafterin für die Triathleten im Team Erdinger Alkoholfrei aktiv – zusammen mit Nicole Leder, Wenke Kujala, Norbert Langbrandtner und Lothar Leder und sie will sich verstärkt im betrieblichen Gesundheitsmanagement engagieren.
Meike Krebs-Gatzka ist seit 2014 mit dem ehemaligen Leichtathleten Sebastian Gatzka (* 1982) verheiratet und die beiden leben mit ihren beiden Söhnen in Immenstaad am Bodensee.

## Sportliche Erfolge
| Datum/Jahr    | Rang | Wettbewerb                     | Austragungsort    | Zeit       | Bemerkung |
| ------------- | ---- | ------------------------------ | ----------------- | ---------- | --- |
| 2. Sep. 2012  | 7    | Challenge Walchsee-Kaiserwinkl | Walchsee          | 04:33:09   | |
| 6. Mai 2012   | 4    | Siegerland-Cup                 | Buschhütten       | 02:03:28   | |
| 22. Aug. 2011 | 3    | Viernheimer V-Card Triathlon   | Viernheim         | 02:36:41   | Dritte hinter Sonja Tajsich                                                                                                 |
| 19. Juni 2011 | 3    | Stadttriathlon Erding          | Erding            |            | |
| 29. Mai 2011  | 2    | Citytriathlon Heilbronn        | Heilbronn         | 03:31:10   | Zweite hinter der Schweizerin Caroline Steffen                                                                              |
| 14. Mai 2011  | 8    | Ironman 70.3 Mallorca          | Alcúdia           | 04:49:01   | |
| 5. Sep. 2010  | 1    | Frankfurt-City-Triathlon       | Frankfurt am Main | 02:12:50   | Siegerin vor Katja Rabe |
| 22. Aug. 2010 | 1    | Viernheimer V-Card Triathlon   | Viernheim         | 02:33:49   | Siegerin beim Rhein-Neckar-Cup (1,5 km Schwimmen, 46 km Radfahren und 10 km Laufen) vor Silvia Balbach und Jutta Schäfer    |
| 1. Aug. 2010  | 1    | Mainz Triathlon                | Mainz             | 02:17:52   | Sieg auf der Kurzdistanz |
| 20. Juni 2010 | 3    | Stadttriathlon Erding          | Erding            | 02:14:37   | bei der 17. Austragung |
| 16. Aug. 2009 | 9    | Ironman 70.3 Germany           | Wiesbaden         | 05:03:42   | [ 6 ] |
| 21. Juni 2009 | 1    | Stadttriathlon Erding          | Erding            | 02:20:39   | Siegerin über die olympische Distanz (1,5 km Schwimmen, 40 km Radfahren und 10 km Laufen) vor Nicole Leder und Wenke Kujala |
| 24. Mai 2009  | 10   | Ironman 70.3 Austria           | St. Pölten        | 04:40:47   | |
| 10. Aug. 2008 | 3    | Ironman 70.3 Germany           | Wiesbaden         | 04:55:48   | |
| 26. Juli 2003 | 16   | Alpen-Triathlon                | Schliersee        | 02:35:22   | ITU Triathlon European Cup                                                                                                  |
| 2003          | 3    | Holsten City Man               | Hamburg           | 02:16:26,7 | |

| Datum/Jahr    | Rang | Wettbewerb                  | Austragungsort | Zeit     | Bemerkung |
| ------------- | ---- | --------------------------- | -------------- | -------- | --- |
| 30. Sep. 2012 | 4    | Challenge Barcelona-Maresme | Barcelona      | 09:12:23 | |
| 24. Juli 2011 | 6    | Ironman Germany             | Frankfurt      | 09:22:43 | persönliche Ironman-Bestzeit                                                                                        |
| 4. Juli 2010  | 9    | Ironman Germany             | Frankfurt      | 09:42:28 | |
| 25. Apr. 2010 | 6    | Ironman South Africa        | Port Elizabeth | 09:44:02 | |
| 11. Okt. 2008 | 23   | Ironman Hawaii              | Hawaii         | 10:11:53 | zweitbeste Deutsche bei der Ironman World Championship (3,86 km Schwimmen, 180,2 km Radfahren und 42,195 km Laufen) |
| 6. Juli 2008  | 4    | Ironman Germany             | Frankfurt      | 09:30:47 | |
| 1. Juli 2007  | 5    | Ironman Germany             | Frankfurt      | 09:29:44 | |
| 23. Juli 2006 | 5    | Ironman Germany             | Frankfurt      | 09:50:50 | Beim ersten Start über die Langdistanz gewann Meike Krebs die Altersklasse W25–92                                   |

| Datum/Jahr  | Rang | Wettbewerb         | Austragungsort | Zeit     | Bemerkung |
| ----------- | ---- | ------------------ | -------------- | -------- | --- |
| 1. Mai 2009 | 2    | Duathlon Oberursel | Oberursel      | 02:12:56 | zweiter Rang und Hessenmeisterin Duathlon (10 km Laufen, 38 km Radfahren und 5 km Laufen) hinter der Holländerin Mariska Kramer-Postma |